# Marie Müller (peintre)
Pour les articles homonymes, voir Müller.
Marie Müller, née le 10 juillet 1847 à Vienne et morte le 21 mars 1935 dans la même ville, est une peintre autrichienne.

## Biographie

### Famille
Sa mère est Josefa Bichler (1809-1860) et son père Leopold Müller (1807-1862), qui est lithographe. Marie Müller est la sœur de Bertha Müller et de Leopold Carl Müller.
À la suite du décès de ses parents, le frère prend en charge ses cinq sœurs, et la situation financière de la famille s'améliore vers 1870.

### Formation
À l'automne 1872, Marie Müller fréquente l'école préparatoire de dessin de l'Université des arts appliqués de Vienne, dirigée par Michael Rieser. Un an plus tard, elle étudie avec Ferdinand Laufberger le dessin et la peinture jusqu'en 1880. Elle apprend aussi le portrait avec son frère. 

### Carrière artistique
De 1880 à 1890, Marie Müller travaille avec sa sœur Bertha comme portraitiste dans l'atelier de son frère Leopold à l'Académie de Vienne. Les sœurs sont également soutenues par August von Pettenkofen.
Pendant l'hiver 1883-1884, elle voyage avec son frère en Égypte et peint des portraits des locaux et des intérieurs de maisons. Ils seront vendus par Henry Wallis, marchand d'art pour son frère à Londres.
Elle remporte son premier grand succès en exposant sept portraits à l'exposition annuelle du Künstlerhaus de Vienne en 1886. Deux tableaux sont achetés par la famille impériale. Elle expose au Künstlerhaus jusqu'en 1901. 
En 1890, elle obtient son propre atelier à l'Académie des Beaux-Arts de Vienne, qu'elle conserve jusqu'en 1902 avec sa sœur Bertha.
La ville de Vienne la commissionne en 1891 pour un portrait de la femme de lettres Marie von Ebner-Eschenbach avec laquelle elle deviendra amie.
Elle expose en 1892 pour la 9e édition de l'Exposition internationale d'art au Palais des glaces de Munich et à l'Exposition internationale d'aquarelle à Dresde puis à l'exposition universelle de Chicago l'année suivante. Elle expose à Vienne et Berlin.
En 1900, elle est avec Olga Wisinger-Florian, Marie Egner et Teresa Feodorovna Ries l'une des fondatrices du Groupe des huit femmes artistes de Vienne.
Son frère meurt en 1892 et l'héritage laissé donne une aisance financière à Marie Müller tandis que son activité artistique décline avec sa santé. Elle perd une grosse partie de sa fortune en raison de l'inflation de 1922 à 1924.
Marie Müller est connue pour ses portraits et ses miniatures. Son portrait Oriental en caftan blanc et turban jaune se trouve au musée du Belvédère à Vienne. 

## Galerie

Œuvres de Marie Müller
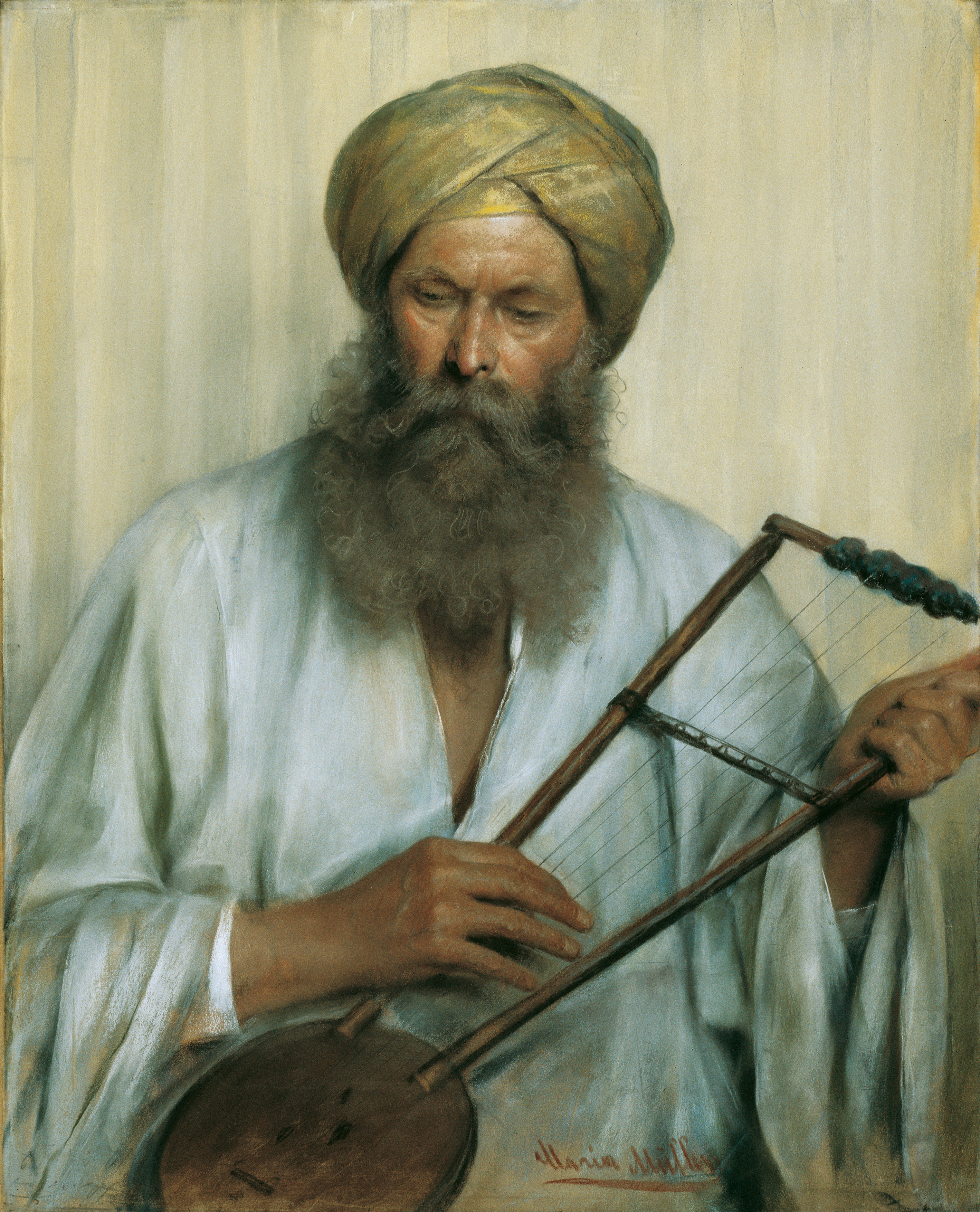
Oriental en caftan blanc et turban jaune (1884), musée du Belvédère.
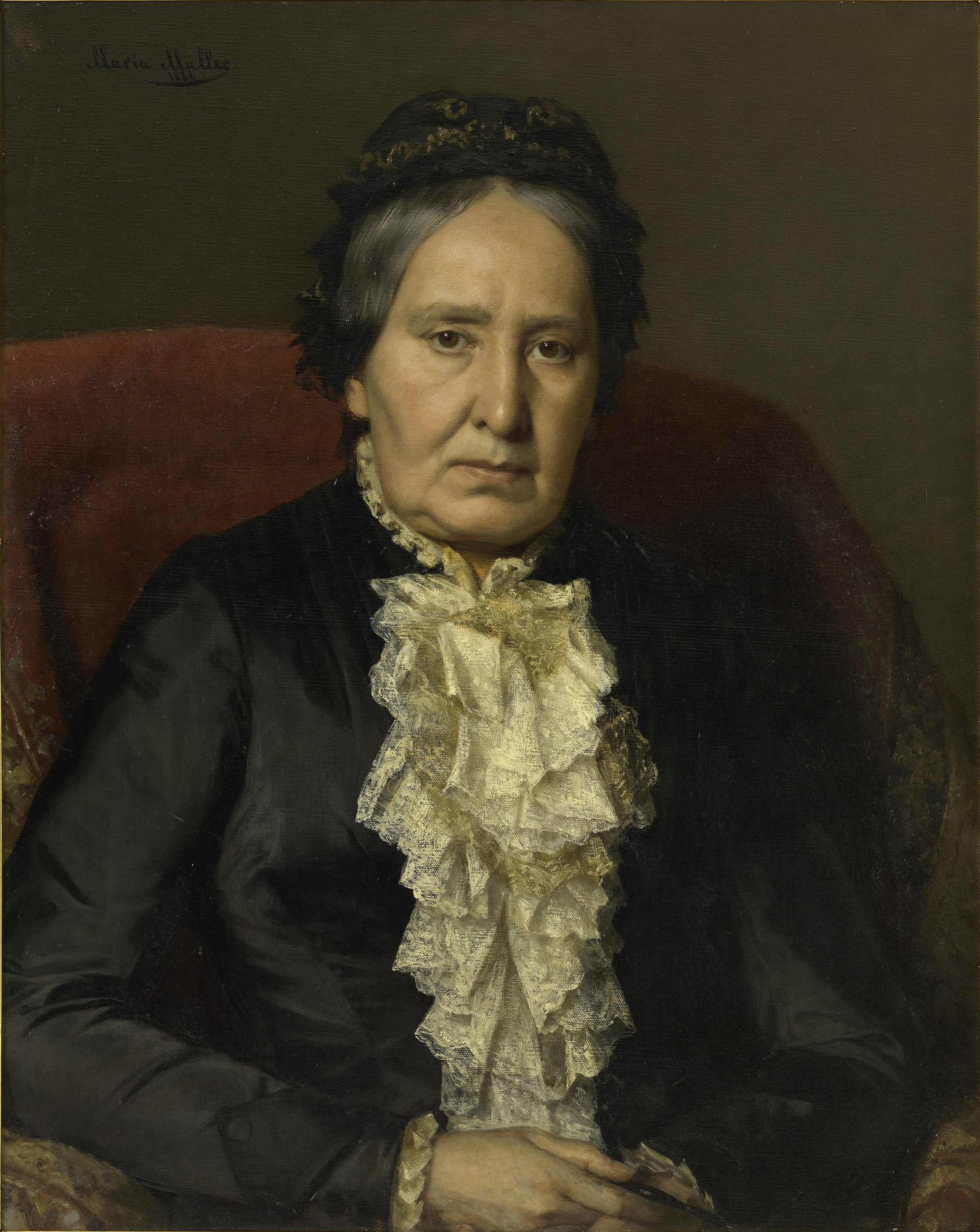
Betty Paoli (1886), Vienna Museum Karlsplatz.
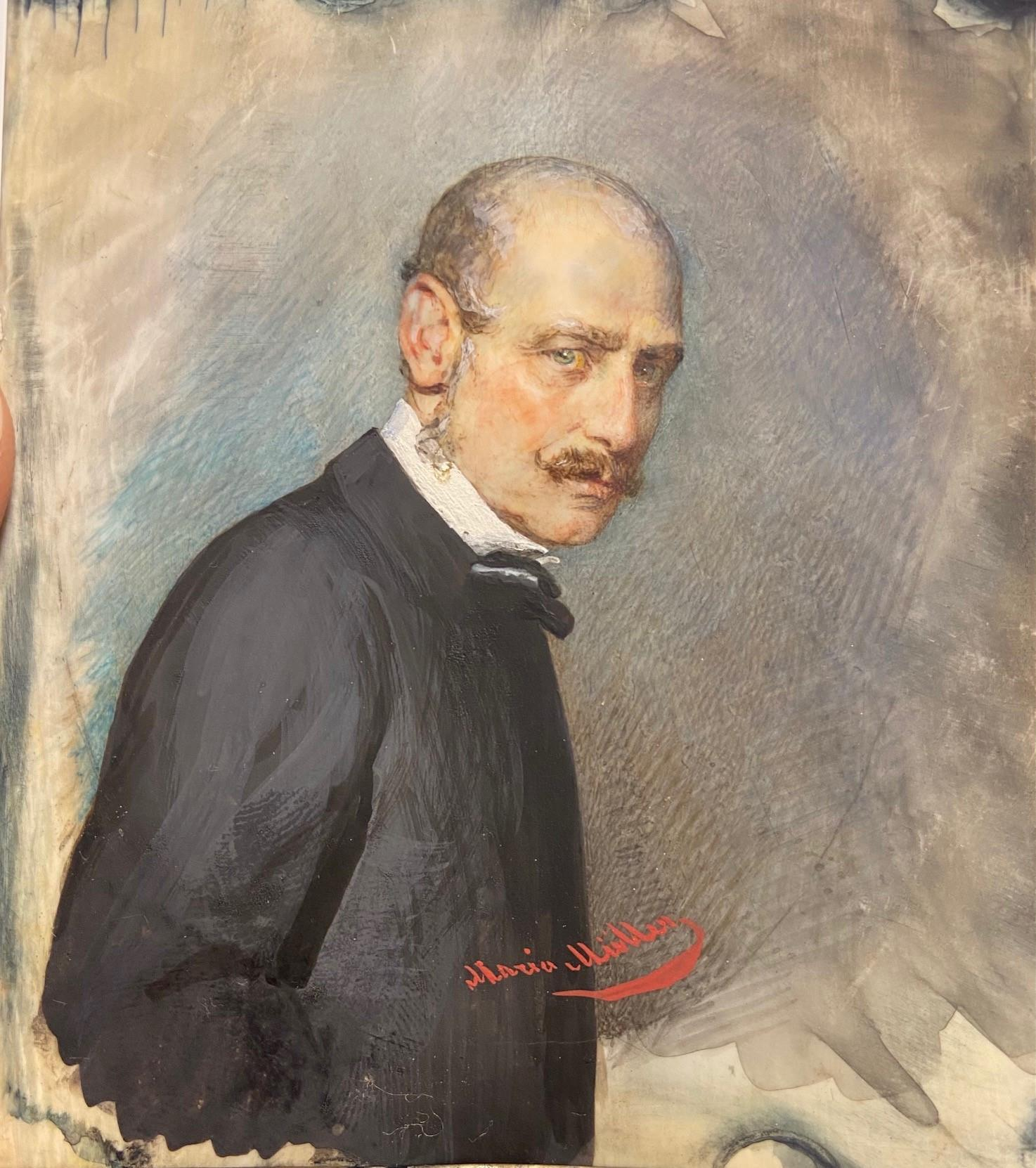
Portrait du peintre August von Pettenkofen (c. 1890).
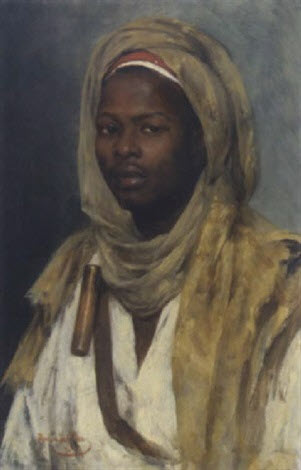
Portrait d'un Africain (1897).